# Passiflora glandulosa
Passiflora glandulosa Cav. – gatunek rośliny z rodziny męczennicowatych (Passifloraceae Juss. ex Kunth in Humb.). Występuje naturalnie w Wenezueli, Gujanie, Surinamie, Gujanie Francuskiej oraz Brazylii (w stanach Acre, Amazonas, Amapá, Pará, Rondônia, Roraima, Tocantins, Ceará, Maranhão, Paraíba, Pernambuco, Piauí, Goiási Mato Grosso). 

## Morfologia
PokrójZdrewniałe, trwałe, owłosione liany.
LiściePodłużnie eliptyczne lub eliptyczne, dłoniaste lub ostrokątne u podstawy, skórzaste. Mają 8–16 cm długości oraz 3,5–10,5 cm szerokości. Całobrzegie, ze spiczastym lub ostrym wierzchołkiem. Ogonek liściowy jest owłosiony i ma długość 10–15 mm. Przylistki są szydłowate.
KwiatyPojedyncze. Działki kielicha są podłużne, mają 3–5 cm długości. Płatki są liniowo podłużne, mają 2–4 cm długości. Przykoronek ułożony jest w jednym rzędzie, biało-różowy, ma 4–10 mm długości.
OwoceSą jajowatego kształtu. Mają 4–6 cm długości.

## Biologia i ekologia
Występuje w lasach na wysokości do 1200 m n.p.m.